# Жиров, Хамид Даутович
Хамид Даутович Жиров (23 июля, 1912 — апрель, 1972) — абазинский писатель, драматург, редактор.

## Биография
Хамид Даутович Жиров родился 23 июля 1912 года в ауле Старо-Кувинск Кубанской области (ныне Карачаево-Черкесия) в крестьянской семье. Сначала учился в медресе, потом в светской школе, где выучил русский и черкесский языки.
С 1938 года Хамид Жиров стал работать в абазинской газете «Черкес къапщ», где впоследствии он прошёл путь от корректора до главного редактора.
С началом Великой Отечественной войны Хамид Даутович был призван на фронт, прошёл всю войну в кавалерийском корпусе генерала Доватора.
В 1945—1952 годах работал редактором в абазинской газете, затем учился в Высшей партийной школе при ЦК КПСС в Москве. После окончания учёбы стал заместителем председателя Черкесского облисполкома. Потом вновь перешёл на работу в газету.

## Творчество
Первые рассказы, основанные на фольклорных сюжетах,  появились на страницах газеты «Черкес къапщ» в 1940 году.
Жиров — автор ряда повестей и романов: «В поисках жизни» (1958), «Пробуждение гор» (1962, в русском переводе 1970), «Новое море» (1968), «Сын отца» (1970), «Люди моей земли» (1971), «Разбуженные солнцем» (1972).
Последняя его книга повестей и воспоминаний «Разбуженные солнцем», сданная в типографию  ещё до болезни, вышла уже после смерти автора.

##### На абазинском языке
- В поисках жизни: повесть. — Черкесск, 1958. — 172 с.
- Пробуждение гор: роман. — Черкесск, 1962. — 256 с.
- Новое море: рассказы, очерки, повесть. — Черкесск, 1968. — 251 с.
- Сын отца: роман. — Черкесск, 1970. — 156 с.
- Люди моей земли: рассказы, новеллы, пьесы. — Черкесск, 1971. — 216 с.
- Разбуженные солнцем: повести, воспоминания. — Черкесск, 1972. — 191 с.

##### На русском языке
- Пробуждение гор: роман. — Черкесск, 1970. — 152 с.
- Пробуждение гор: роман. — М.: Сов. писатель, 1971. — 208 с.
- Пробуждение гор: роман. — Черкесск, 1982. — 176 с.